# Yao Ming
Yao Ming (chinesisch 姚明, Pinyin Yáo Míng, Jyutping Jiu4 Ming4; * 12. September 1980 in Shanghai) ist ein ehemaliger chinesischer Basketballspieler, der als Center für die Houston Rockets spielte. Er war bis zum Zeitpunkt seines Rücktritts im Juli 2011 mit 2,29 Metern der größte aktive Spieler der nordamerikanischen Profiliga NBA.
Nach vier Jahren im Nachwuchsbereich der Shanghai Sharks spielte Yao ab dem Alter von 17 Jahren für fünf Jahre in der ersten Mannschaft, mit der er in seinem letzten Jahr in China den Titel der Chinese Basketball Association (CBA) gewann. Anschließend wechselte er in die NBA. Beim NBA-Draft im Jahr 2002 wählten ihn die Houston Rockets an der ersten Stelle des Drafts aus. Seit Yao bei den Houston Rockets spielte, kam das Team allerdings nur ein einziges Mal über die erste Runde der Play-offs hinaus. In den letzten fünf Spielzeiten fiel er durch Verletzungen jeweils für längere Zeit aus. Bereits von seiner ersten Saison an wurde Yao jedes Jahr als Starter in das Team der Western Conference für das NBA All-Star Game gewählt, zudem fünfmal in ein All-NBA Team berufen. 2016 wurde er in die Naismith Memorial Basketball Hall of Fame berufen.
Yao Ming ist verheiratet mit der chinesischen Basketballspielerin Ye Li, einer früheren Nationalspielerin, mit der er eine Tochter hat. Er ist einer der bekanntesten Sportler Chinas, hält Werbeverträge mit mehreren Großkonzernen und gilt seit mehreren Jahren als reichster prominenter Chinese. Yaos Einstandsjahr in der NBA war Gegenstand des Dokumentarfilms The Year of the Yao (2004). Zusammen mit dem Journalisten Ric Bucher schrieb er die Autobiographie Yao: A Life in Two Worlds.

## Karriere in China und NBA-Draft

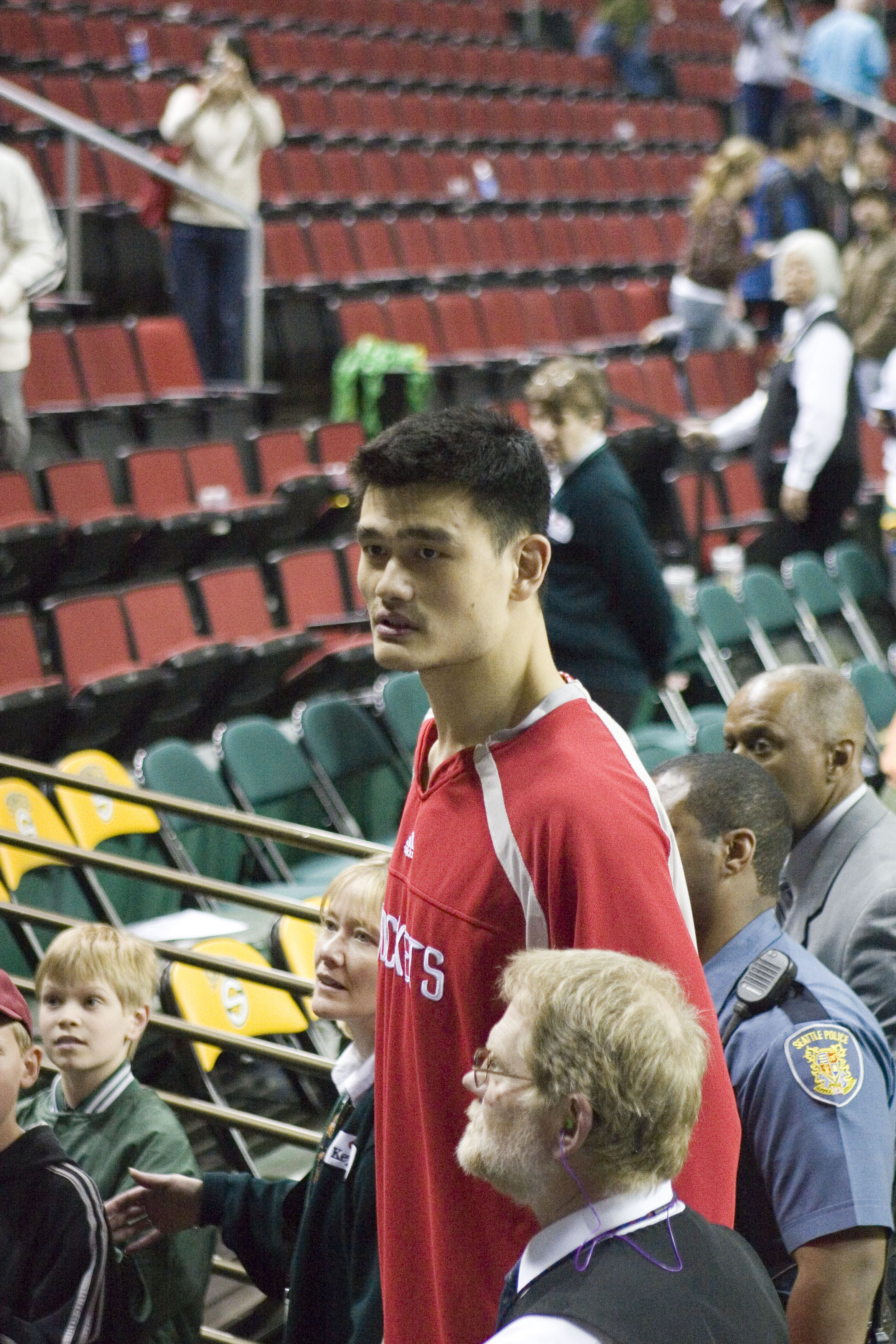
Yao Ming, April 2007

Yao wurde am 12. September 1980 in Shanghai geboren. Sein Vater, Yao Zhiyuan, ist 2,08 Meter groß und seine Mutter, Fengdi Fang, 1,88 Meter. Fang war Kapitänin der chinesischen Basketballnationalmannschaft der Frauen. Yaos Eltern waren zum Zeitpunkt seiner Geburt das größte Paar in China.
Im Alter von 13 Jahren bewarb sich Yao bei den Shanghai Sharks der Chinese Basketball Association (CBA). Um ins Team aufgenommen zu werden, trainierte er bis zu zehn Stunden am Tag. Nach vier Jahren im Nachwuchsbereich spielte er mit 17 Jahren erstmals für die erste Mannschaft. Zu diesem Zeitpunkt war er bereits 2,26 Meter groß. In seiner ersten Saison (1997/98) erzielte er im Schnitt 10 Punkte und 8 Rebounds pro Spiel. In der folgenden Saison brach sich Yao früh in der Saison und bereits zum zweiten Mal in seiner Karriere den Fuß, was seine Sprungfähigkeit nach eigener Aussage um 10–15 cm verminderte. Die Sharks erreichten in beiden folgenden Spielzeiten die Play-offs, verloren jedoch jeweils gegen die Bayi Rockets. Anschließend verließ Wang Zhizhi die Bayi Rockets in Richtung NBA und wurde so ein Jahr vor Yao zum ersten chinesischen Spieler in der Ligageschichte. Die Sharks gewannen in dieser Saison erstmals den CBA-Titel. In den Play-offs seiner fünften und letzten Saison in Shanghai erreichte Yao 38,9 Punkte und 20,2 Rebounds pro Spiel, bei einer Trefferquote von 76,6 % aus dem Feld. In einem der Finalspiele verwandelte er alle seine 21 Würfe.
Von Li Yaomin, dem stellvertretenden General Manager der Sharks, war Yao bereits 1999 gedrängt worden, am NBA-Draft teilzunehmen. Li wirkte auf Yao auch dahingehend ein, einen Vertrag mit Evergreen Sports Inc. als Spielervermittler zu unterzeichnen. Dem Vertrag nach sollten 33 % der Einkünfte von Yao an Evergreen fließen, jedoch wurde der Kontrakt später für ungültig erklärt.
Nach Yaos Entschluss, 2002 in die NBA zu wechseln, bildete sich ein Beraterteam, das unter dem Namen „Team Yao“ bekanntwerden sollte. Das Team bestand aus Erik Zhang, dem Verhandlungsführer; Bill Duffy, Yaos NBA-Berater; Lu Hao, seinem chinesischen Berater; John Huizinga, einem Wirtschaftsprofessor an der University of Chicago; sowie Bill Sanders, dem vice president für Marketing bei der Firma BDA Sports Management. Yao wurde weithin als Nummer-1-Pick vorausgesagt. Allerdings sorgten sich einige Teams um Yaos Zulassung für die NBA, weil noch nicht feststand, ob die CBA Yaos Wechsel in die USA genehmigen würde.
Kurz zuvor hatte Wang Zhizhi eine Rückkehr nach China verweigert, als er für die chinesische Basketballnationalmannschaft antreten sollte, und war anschließend ausgeschlossen worden in der Nationalmannschaft mitzuspielen. Deshalb bestand die CBA bei Yao darauf, dass er zurückkehren müsse, um für das chinesische Nationalteam anzutreten. Außerdem stellten sie zur Bedingung, dass er ausschließlich zu den Houston Rockets und ausschließlich als deren Nummer-1-Pick wechseln dürfe. Nach der Zusicherung durch das „Team Yao“ gab die CBA am Morgen des 2002er Drafts ihre Genehmigung zu dem Wechsel in die USA. Damit wurde er zum ersten ausländischen Spieler in der Geschichte der NBA-Drafts, der trotz fehlender US-College-Erfahrung an Nummer 1 ausgewählt wurde.

## Karriere in der NBA

### Erste Jahre (2002–2005)
Yao nahm nicht an der Saisonvorbereitung der Rockets teil, sondern spielte stattdessen für China bei der Basketball-Weltmeisterschaft 2002. In seinem ersten NBA-Spiel gegen die Indiana Pacers erreichte er nur einen Punkt und einen Rebound. Seinen ersten Korb in der NBA erzielte er gegen die Denver Nuggets. In den ersten sieben Spielen war Yao im Schnitt nur 14 Minuten auf dem Feld und erreichte durchschnittlich vier Punkte. Damit schien er die Skepsis zu bestätigen, die angesehene Reporter wie Bill Simmons und Dick Vitale bereits vor Monaten geäußert hatten.  Ab Mitte November spielte sich Yao jedoch zunehmend in die Mannschaft: Nach 20 Punkten gegen die Los Angeles Lakers und – zwei Spiele später – 30 Punkten und 16 Rebounds gegen die Dallas Mavericks war er in der Startaufstellung der Rockets gesetzt.

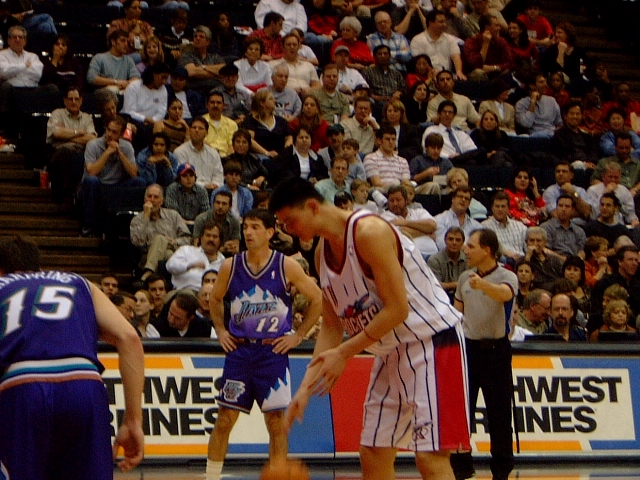
Yao in Vorbereitung eines Freiwurfs gegen die Utah Jazz, im Hintergrund John Stockton (Dezember 2002)

Yao beendete seine Rookie-Saison mit einem Schnitt von 13,5 Punkten und 8,2 Rebounds pro Spiel. Bei der Wahl zum Rookie of the Year („Neuling des Jahres“) erreichte er hinter Amar'e Stoudemire den zweiten Platz, außerdem wurde er einstimmig für das NBA All-Rookie First Team ausgewählt. Weitere Auszeichnungen waren der Sporting News Rookie of the Year sowie der Laureus Newcomer of the Year Award.
Vor Beginn von Yaos zweiter Spielzeit (2003/04) trat Rudy Tomjanovich aus gesundheitlichen Gründen als Cheftrainer der Rockets zurück. Seine Stelle übernahm Jeff Van Gundy, langjähriger Cheftrainer bei den New York Knicks. Van Gundy begann das Offensivspiel auf Yao auszurichten, was Yaos Punkteausbeute und Rebound-Schnitt verbesserte. In einem Spiel gegen die Atlanta Hawks im Februar 2004, das erst nach dreimaliger Verlängerung zugunsten von Houston entschieden wurde, stellte er mit 41 Punkten und 7 Assists neue Karrierebestmarken auf. Das zweite Jahr in Folge wurde Yao zum Starting Center im NBA All-Star Game gewählt. Yao beendete die Saison mit 17,5 Punkten und 9,0 Rebounds pro Spiel.
Mit Platz sieben in der Western Conference erreichten die Rockets zum ersten Mal in Yaos Karriere die Play-offs, verloren jedoch in der ersten Runde gegen die Los Angeles Lakers. Yao erzielte dabei im Schnitt 15,0 Punkte und 7,4 Rebounds.
Im Jahr 2004 holten die Rockets den mehrfachen All-Star Tracy McGrady von Orlando Magic. Nach dieser Verpflichtung wurden die Rockets für die Saison 2004/05 als ein Titelanwärter gehandelt. Beide, McGrady und Yao, wurden als starters ins NBA-Allstar Game gewählt. Bei dem Fan-Vote, durch den die Spieler für das Allstar Game ausgewählt werden, brach Yao mit einer Gesamtzahl von 2.558.278 Stimmen den Rekord von Michael Jordan aus dem Jahr 1997. Die Rockets gewannen in der Saison 51 Spiele und beendeten die Regular Season auf Platz fünf in der Western Conference. Bei dieser zweiten Play-off-Teilnahme in Folge traf das Team auf die Dallas Mavericks. Die ersten beiden Spiele in Dallas entschied Houston für sich. Yao verwandelte im zweiten Spiel 13 seiner 14 Würfe und stellte damit einen neuen Rekord für das beste Wurfergebnis in der Play-off-Geschichte der Rockets auf. Letztlich verloren die Rockets aber vier der letzten fünf Spiele, darunter das entscheidende Spiel 7 mit 40 Punkten Differenz. Yao schloss diese Spielserie mit durchschnittlich 21,4 Punkten (bei 65 % Trefferquote) und 7,7 Rebounds ab.

### Durch Verletzungen geprägte Saisons (2005–2010)

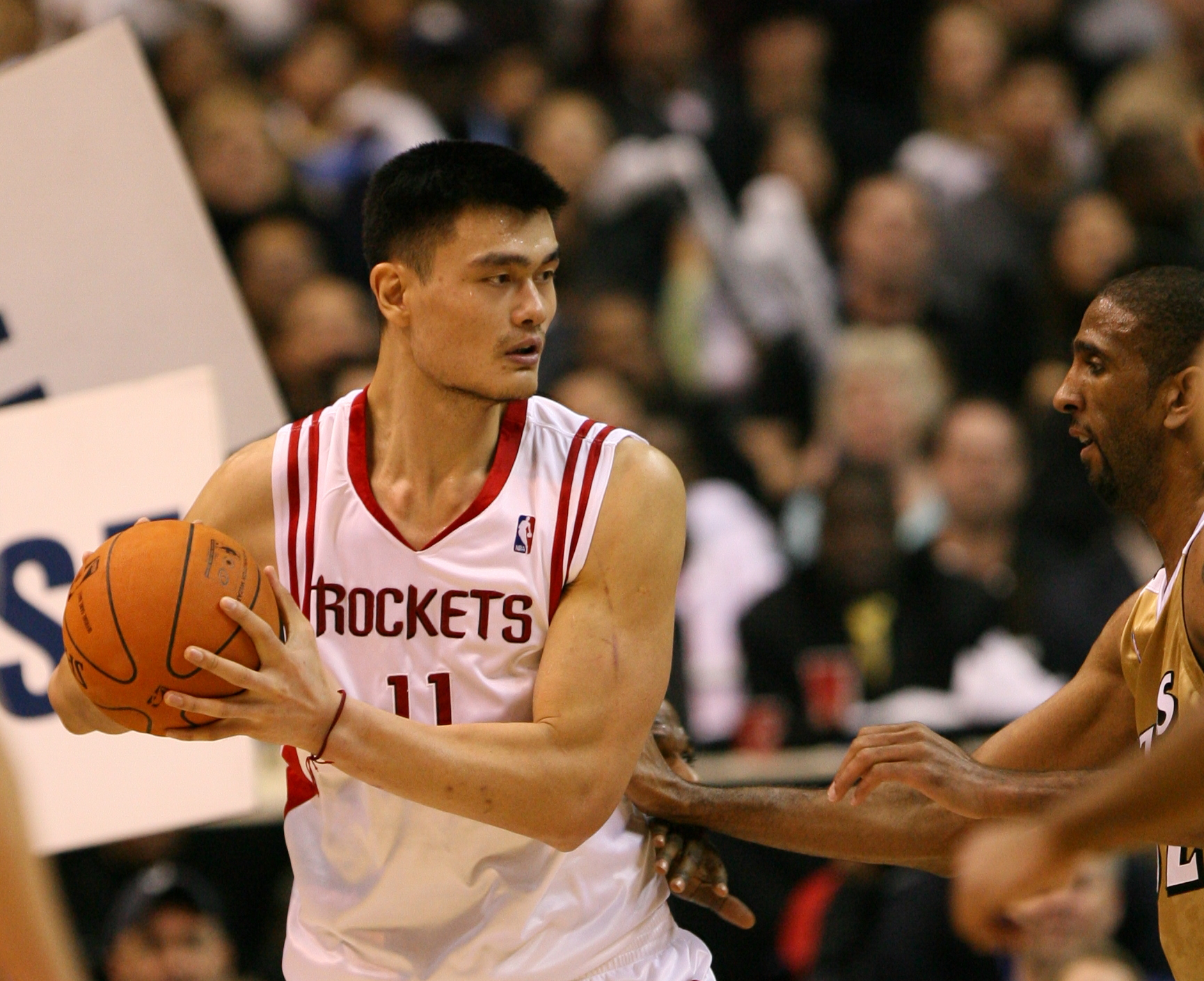
In seiner fünften NBA-Saison erreichte Yao die Karrierebestmarke von durchschnittlich 25 Punkten pro Spiel.

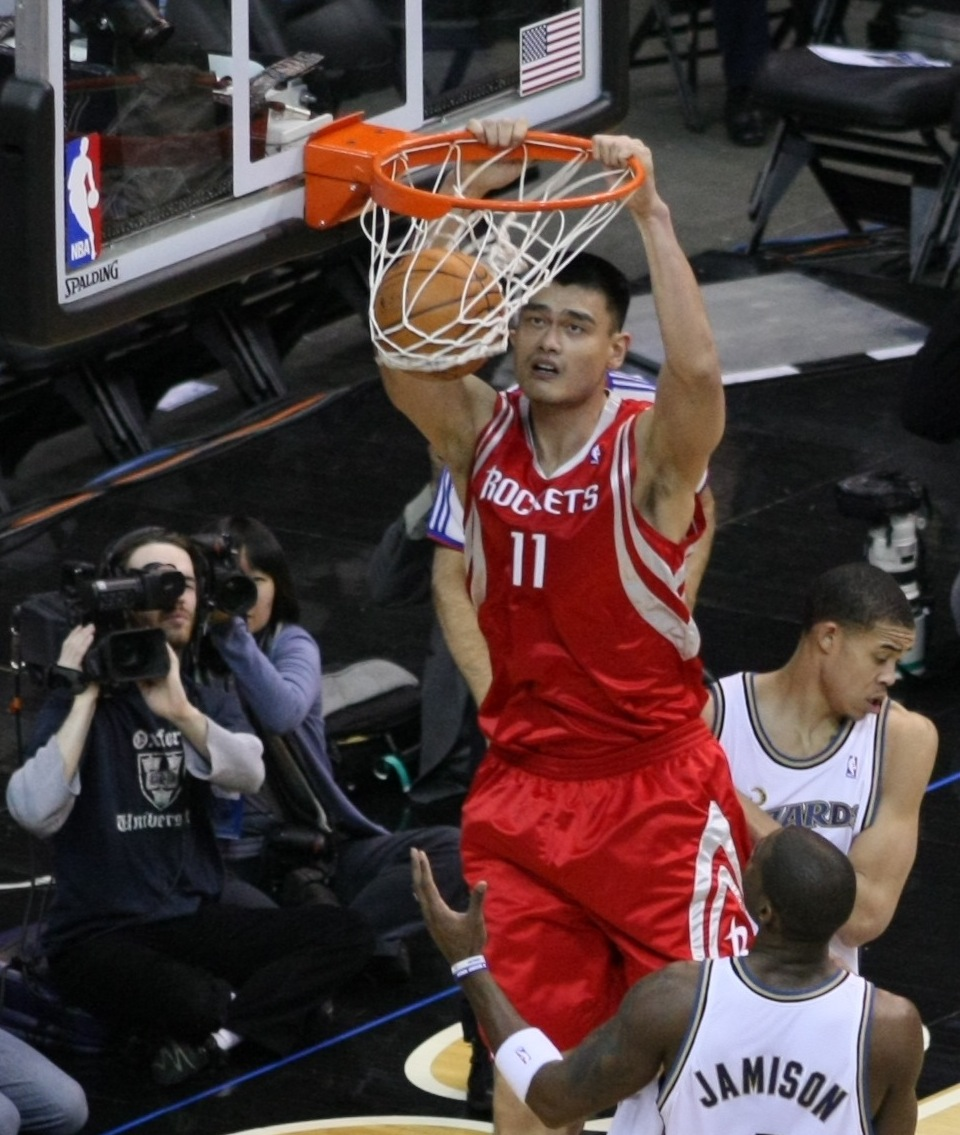
Zum ersten Mal in seiner Karriere qualifizierte sich Yao im Jahr 2009 für die zweite Runde der Play-offs.

Nachdem Yao in den ersten drei Jahren seiner NBA-Zeit von insgesamt 246 Spielen nur zwei Spiele gefehlt hatte (für einen Spieler seiner Größe bemerkenswert, da große Spieler besonders verletzungsanfällig sind), fiel er in seiner vierten Saison (2005/06) wegen einer Knochenmarkentzündung zum ersten Mal über einen längeren Zeitraum aus. Die Knochenmarkentzündung in der großen Zehe seines linken Fußes wurde am 18. Dezember 2005 operiert. Obwohl er durch Operation und Reha 21 Spiele verpasste, wurde er erneut mit der höchsten Stimmenzahl als starter ins All-Star Game gewählt.
In den 25 Spielen nach dem All-Star-Wochenende gelangen Yao im Schnitt 25,7 Punkte und 11,6 Rebounds, seine Wurfquoten betrugen 53,7 % aus dem Feld und 87,8 % bei Freiwürfen. Am Ende der Spielzeit, in der er 57 Spiele absolvierte, standen für ihn durchschnittlich 22,3 Punkte und 10,2 Rebounds zu Buche. Damit beendete er zum ersten Mal eine Saison mit einem sogenannten „20/10-Durchschnitt“. Auch Tracy McGrady verpasste zahlreiche Spiele. Aufgrund von Rückenproblemen absolvierte er nur 47 Spiele, und er und Yao standen nur in 31 Spielen gemeinsam auf dem Feld. Mit lediglich 34 Siegen aus 82 Spielen verpassten die Rockets die Play-offs. Vier Spieltage vor Saisonende verletzte sich Yao erneut: Im Spiel gegen die Utah Jazz am 10. April 2006 brach er sich den linken Fuß und musste ein halbes Jahr pausieren.
Früh in seiner fünften Saison (2006/07), am 23. Dezember 2006, verletzte Yao sich ein weiteres Mal: Beim Versuch, einen Wurf zu blocken, brach er sich das rechte Knie. In der Saison hatte er bis dahin durchschnittlich 26,8 Punkte, 9,7 Rebounds und 2,3 Blocks pro Spiel erreicht, und wurde als Kandidat für den MVP-Titel gehandelt. Aufgrund der Verletzung verpasste er das All-Star Game, das für ihn bereits das fünfte gewesen wäre. In der Liga fehlte er in 34 Begegnungen, bis er Anfang März wieder spielen konnte.
Trotz des langen Ausfalls von Yao erreichten die Rockets die Play-offs. Die ersten beiden Spiele der Best-of-Seven-Serie gegen die Utah Jazz konnte Houston für sich entscheiden, aber vier der nächsten fünf Spiele gingen verloren. Das siebte Spiel verlor Houston zuhause trotz 29 Punkten von Yao, 15 davon im letzten Viertel. Obwohl Yao in den Play-off-Spielen im Schnitt 25,1 Punkte und 10,3 Rebounds erreichte, war er nicht zufrieden mit sich und sagte, er „habe seine Aufgabe nicht erfüllt“ („I didn’t do my job“).
Am 18. Mai 2007, wenige Wochen nach dem Ausscheiden der Rockets, entließ das Team Cheftrainer Jeff Van Gundy. Drei Tage später unterschrieb der frühere Trainer der Sacramento Kings, Rick Adelman, in Houston. Beobachter spekulierten, mit dem neuen Trainer werde die Spielweise mehr auf die Offensive ausgerichtet, als dies bei seinem Vorgänger der Fall war.
Am 9. November 2007 spielte Yao zum ersten Mal gegen seinen Landsmann Yi Jianlian von den Milwaukee Bucks. Die Rockets entschieden die Begegnung mit 104:88 für sich. In China wurde das Spiel auf zahlreichen Fernsehkanälen übertragen und erreichte alleine dort mehr als 200 Millionen Zuschauer. Damit war es eines der meistgesehenen Spiele in der Geschichte der NBA. Wie in den vorangegangenen Jahren wurde Yao wieder für das All-Star Game in die Startaufstellung gewählt. Vor dem All-Star-Wochenende gewannen die Rockets acht Spiele am Stück, die sie nach der All-Star-Pause auf eine Siegesserie von 12 Spielen ausbauten. Am 26. Februar 2008 zog sich Yao dann allerdings im Training einen Ermüdungsbruch im linken Fuß zu und fiel für den Rest der Saison aus. An den Olympischen Spielen in Peking konnte er entgegen ersten Befürchtungen jedoch teilnehmen. Trotz des Ausfalls von Yao konnten die Rockets ihre Siegesserie auf 22 Spiele ausbauen, die zweitlängste in der NBA-Geschichte. Yao unterzog sich am 3. März einer erfolgreichen Operation, bei der Schrauben in seinem Fuß platziert wurden, um den Knochen zu unterstützen. Die Erholungszeit wurde auf vier Monate geschätzt. In den 55 in der Saison 2007/08 absolvierten Spielen erreichte Yao im Schnitt 22,0 Punkte, 10,8 Rebounds und 2,0 Blocks.
In der folgenden Saison bestritt Yao mit 77 Spielen erstmals seit 2004/05 wieder eine ganze Spielzeit. Dabei gelangen ihm im Schnitt 19,7 Punkte bei einer Wurfquote von 54,8 % sowie 9,9 Rebounds. Seine Freiwurfquote verbesserte er auf 86,6 %. Auch ohne McGrady, der aufgrund einer Verletzung ab Februar für den Rest der Saison ausfiel, beendeten die Rockets die Saison mit 53 Siegen auf Platz 5 der Western Conference. In der ersten Runde der Play-offs setzten sie sich gegen die Portland Trail Blazers durch und erreichten dadurch zum ersten Mal seit 1997 und damit zum ersten Mal in Yaos Karriere die zweite Runde.
Im ersten Spiel der zweiten Runde gegen die Los Angeles Lakers führte Yao sein Team mit 28 Punkten, darunter 8 Punkten in den letzten vier Spielminuten, zum Sieg in Los Angeles. Die nächsten beiden Spiele gingen verloren, und Yao verstauchte sich in Spiel 3 den Fuß. Bei der Untersuchung wurde eine Stressfraktur diagnostiziert, sodass für Yao die Saison beendet war. Ohne Yao verloren die Rockets die Serie schließlich mit 3:4. Weitere Untersuchungen ergaben, dass die Verletzung die Fortsetzung seiner Karriere gefährdete. Mehrere Wochen später fiel der Entschluss, Yaos linken Fuß einer Operation zu unterziehen, um die Belastung des Kahnbeins dauerhaft zu reduzieren. Yao musste die komplette Saison 2009/10 pausieren und kehrte erst zur Saisonvorbereitung der Spielzeit 2010/11 in die Mannschaft zurück. Allerdings erlitt er schon nach wenigen Spielen einen Ermüdungsbruch im linken Fußknöchel. Im Juli 2011 gab Ming aufgrund anhaltender Verletzungsprobleme seinen Rücktritt bekannt.

## Internationale Karriere

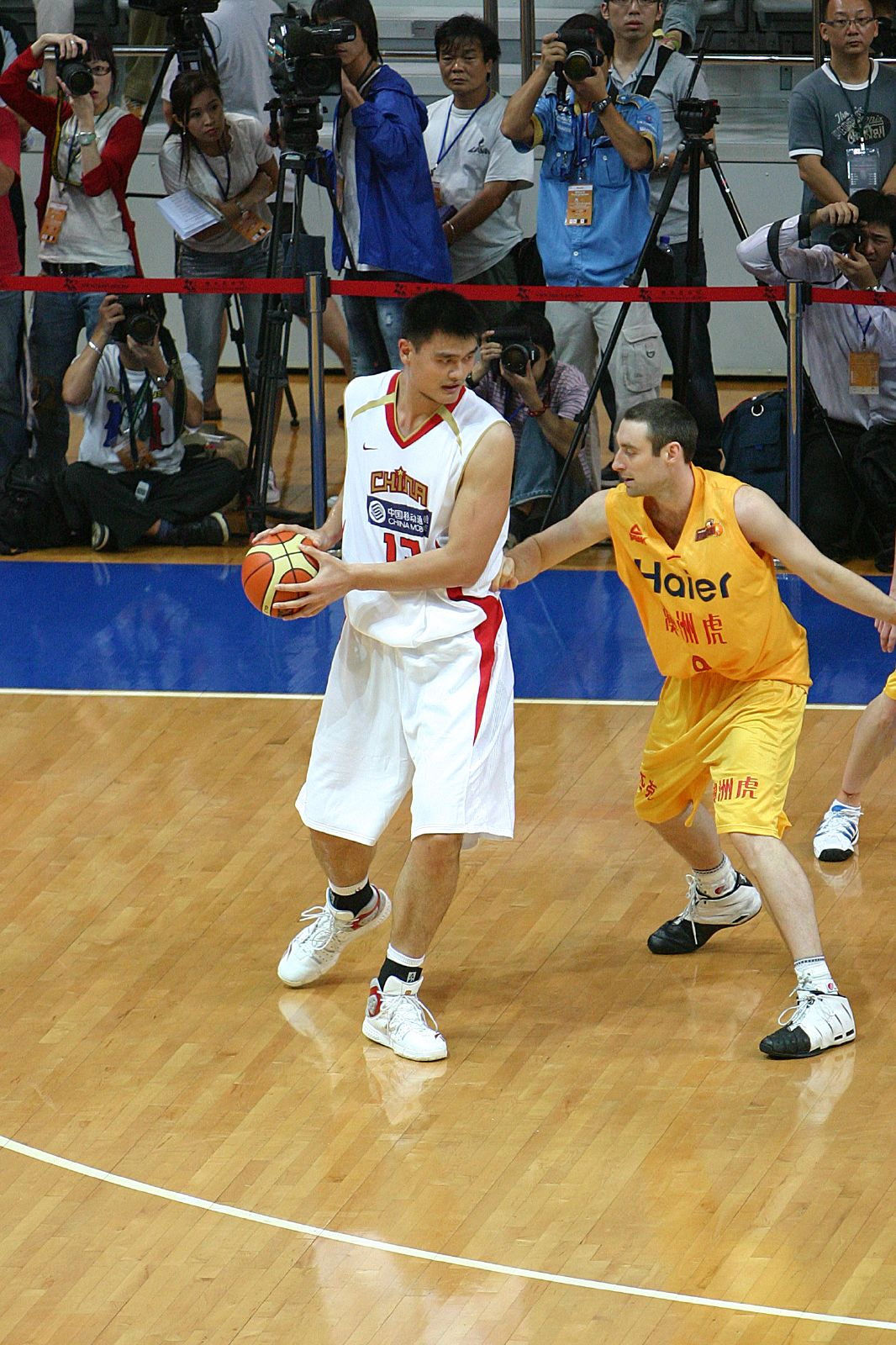
Bei der Basketball-Weltmeisterschaft 2006 war Yao punktbester Spieler.

### Olympische Spiele 2000 und 2004
Für das chinesische Nationalteam debütierte Yao als Neunzehnjähriger bei den Olympischen Spielen 2000 in Sydney. Er und seine Teamgefährten Wang Zhizhi (2,14 m) und Mengke Bateer (2,08 m) erhielten den Spitznamen „The Great Walking Wall“ („die laufende / sich bewegende Chinesische Mauer“). Bei den Olympischen Spielen 2004 in Athen wurde ihm die Ehre zuteil, bei der Eröffnungsfeier die chinesische Fahne ins Stadion zu tragen. Damit ging für Yao ein langgehegter Traum in Erfüllung. Für den Fall, dass sich Chinas Mannschaft nicht für das Viertelfinale qualifizieren sollte, gelobte er, sich ein halbes Jahr lang den Bart nicht zu rasieren. Beim Sieg gegen Neuseeland erzielte Yao 39 Punkte, jedoch verlor China die folgenden drei Spiele gegen Spanien, Argentinien und Italien mit 58:83, 57:82 und 52:89 jeweils deutlich. Im letzten Gruppenspiel gelang ein 67:66 gegen den amtierenden Weltmeister Serbien, sodass die Mannschaft doch noch ins Viertelfinale einzog. Yao trug mit 27 Punkten und 13 Rebounds wesentlich dazu bei, außerdem verwandelte er 28 Sekunden vor Schluss die beiden Freiwürfe, die sich am Ende als die entscheidenden Punkte zum Sieg herausstellten. Im Viertelfinale verlor die Mannschaft gegen Litauen. Mit durchschnittlich 20,7 Punkten und 9,3 Rebounds sowie einer Wurfquote aus dem Feld von 55,9 % wurde er ins All-Olympics Team gewählt.

### Asienmeisterschaften
Bei der Basketball-Asienmeisterschaft führte Yao die chinesische Nationalmannschaft zu drei Titeln in Serie, 2001, 2003 und 2005. Bei allen drei Austragungen wurde er auch als MVP (wertvollster Spieler) ausgezeichnet.

### Basketball-Weltmeisterschaft 2006
Yaos Verletzung am Ende der Saison 2005/06, durch die er ein halbes Jahr pausieren musste, gefährdete seine Teilnahme an der Basketball-Weltmeisterschaft 2006. Yao wurde aber rechtzeitig fit und führte sein Team im letzten Vorrundenspiel mit 36 Punkten und 10 Rebounds zu einem Sieg gegen Slowenien und damit ins Achtelfinale. In der ersten K.O.-Runde verlor China gegen den späteren Finalisten Griechenland. Yaos Schnitt von 25,3 Punkten war der höchste aller Spieler im Turnier, sein Schnitt bei den Rebounds (9,0) der vierthöchste.

### Olympische Spiele in Peking 2008
Nach der Operation seines Fußes sagte Yao, es wäre die „bisher größte Niederlage seiner Karriere“, wenn er bei den Olympischen Spielen in Peking nicht antreten könnte. Auch diesmal verheilte die Verletzung rechtzeitig, sodass er bereits in einem Vorbereitungsspiel gegen Serbien am 17. Juli 2008 wieder antreten konnte. Am 6. August trug Yao als Teilnehmer des olympischen Fackellaufs die Fackel auf den Tian’anmen-Platz (Platz am Tor des Himmlischen Friedens). Wie bereits vier Jahre zuvor in Athen führte er auch bei der Eröffnungsfeier in Peking als Fahnenträger die chinesische Mannschaft ins Stadion. Im Auftaktspiel verlor China mit 70:101 deutlich gegen die USA, und anschließend erst nach Verlängerung gegen Spanien. In den folgenden Spielen erzielte Yao 30 Punkte beim Sieg gegen Angola und 25 Punkte im Spiel gegen Deutschland, das mit drei Punkten Vorsprung gewonnen wurde. Damit war China für das Viertelfinale qualifiziert. Dort unterlagen die Chinesen mit 26 Punkten Differenz gegen Litauen. Yao erreichte durchschnittlich 19 Punkte (Rang zwei in der Turnierstatistik), 8,2 Rebounds (Rang drei) und 1,5 Blocks (Rang drei).

## Abseits des Basketballfelds

### Persönliches

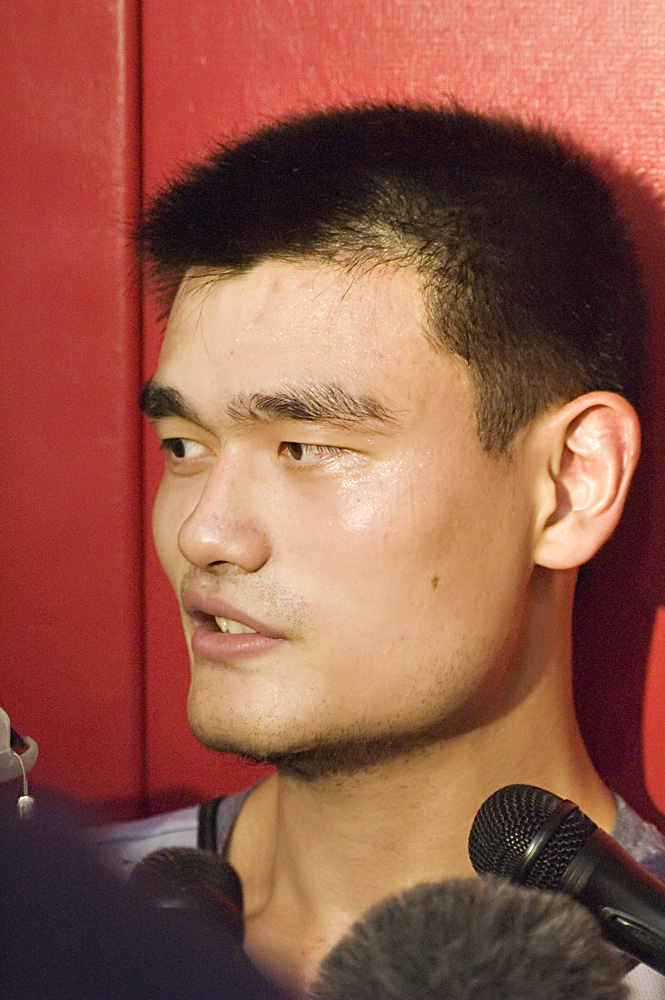
Yao bei einem Interview, 2006

Yao ist mit der chinesischen Basketballspielerin Ye Li verheiratet, die er mit 17 Jahren zum ersten Mal traf. In der Öffentlichkeit wurde ihre Beziehung 2004 bekannt, als sie gemeinsam bei der Abschlussfeier der Olympischen Spiele erschienen. Sie heirateten am 6. August 2007 unter Ausschluss der Öffentlichkeit im engsten Freundes- und Familienkreis. Am 21. Mai 2010 wurde in Houston eine Tochter geboren.
Im Jahr 2004 schrieb Yao zusammen mit dem Sportjournalisten Ric Bucher von ESPN die Autobiographie Yao: A Life in Two Worlds. Im selben Jahr wurde über sein Einstandsjahr der Dokumentarfilm The Year of the Yao gedreht. Erzählt wird die Geschichte aus der Sicht seines Freundes und Übersetzers Colin Pine, der ihn insgesamt drei Jahre lang begleitete. Ein früherer Autor für das Nachrichtenmagazin Newsweek, Brook Larmer, veröffentlichte 2005 das Buch Operation Yao Ming. Darin behauptet er, Yaos Eltern seien gezielt zusammengebracht worden, um einen großartigen Athleten hervorzubringen. Außerdem habe Yao in seiner Kindheit und Jugend spezielle Behandlung erhalten, um ihn zu einem hervorragenden Basketballspieler zu formen.

### Öffentliches Leben
Neben Liu Xiang ist Yao der bekannteste chinesische Sportler. Das Forbes-Ranking chinesischer Prominenter, das auf Einkommen und Popularität basiert, führt er seit sechs Jahren ununterbrochen an. Sein Einkommen im Jahr 2008 wurde auf 51 Millionen US-Dollar geschätzt. Ein Großteil dieser Einkünfte stammt aus Sponsoren-Verträgen mit Großkonzernen, für deren Produkte er wirbt. In seiner Rookie-Saison hatte er einen Vertrag mit Nike; als Nike den Vertrag nicht verlängern wollte, wechselte er zu Reebok. Außerdem hatte er einen Kontrakt mit Pepsi und verklagte im Jahr 2003 Coca-Cola erfolgreich, als das Unternehmen auf seinen Flaschen ein Bild von ihm nutzte, um für das Nationalteam zu werben. Zu den Olympischen Spielen in Peking schloss er allerdings ein Sponsorenabkommen mit Coca-Cola ab. Zu seinen weiteren Werbeverträgen zählen Kontrakte mit Visa, Apple, Garmin und McDonald’s (als Kind sein Lieblingsrestaurant).
Yao nahm in seiner Karriere an zahlreichen Wohltätigkeitsveranstaltungen teil, unter anderem dem Programm Basketball Without Borders der NBA. In der Saisonpause im Jahr 2003 veranstaltete er einen Spendenmarathon, der 300.000 US-Dollar im Kampf gegen SARS erbrachte. Im September 2007 hielt Yao eine Auktion zugunsten unterprivilegierter Kinder in China ab, die 965.000 Dollar erbrachte, und organisierte zusammen mit Steve Nash ein Wohltätigkeitsspiel unter anderem mit Carmelo Anthony, Baron Davis und Filmstar Jackie Chan, dessen Erlöse ebenfalls den Kindern zugutekamen. Nach dem Erdbeben in Sichuan im Jahr 2008 spendete Yao 2 Millionen Dollar für Rettungs- und Wiederaufbauarbeiten und gründete eine Stiftung, die besonders den Wiederaufbau von zerstörten Schulen unterstützt.
Am 16. Juli 2009 erwarb Yao seinen in finanzielle Schwierigkeiten geratenen früheren Club, die Shanghai Sharks, die in der Chinese Basketball Association (CBA) spielen. Diesen rettete er durch seinen Kauf vor dem finanziellen Bankrott.

### Rezeption
2016 hatte Yao einen Gastauftritt in der TV-Zeichentrickserie American Dad in der Folge #207 (12x17/13x17): Criss-Cross Applesauce: The Ballad of Billy Jesusworth.

### Internetmeme
Das „Bitch-Please“-Gesicht, ein sehr bekanntes Meme, beruht auf einem Foto von Yao Ming.

## Statistiken

### CBA-Karriere
| Saison  | Team     | GP  | RPG  | APG | FG%   | FT%   | PPG  |
| ------- | -------- | --- | ---- | --- | ----- | ----- | ---- |
| 1997/98 | Shanghai | 21  | 8,3  | 1,3 | 0,615 | 0,485 | 10,0 |
| 1998/99 | Shanghai | 12  | 12,9 | 1,7 | 0,585 | 0,699 | 20,9 |
| 1999/00 | Shanghai | 33  | 14,5 | 1,7 | 0,585 | 0,683 | 21,2 |
| 2000/01 | Shanghai | 22  | 19,4 | 2,2 | 0,679 | 0,799 | 27,1 |
| 2001/02 | Shanghai | 24  | 19,0 | 1,9 | 0,721 | 0,759 | 32,4 |
| Gesamt  |          | 122 | 15,4 | 1,8 | 0,651 | 0,723 | 23,4 |

### NBA-Karriere

#### Regular Season
| Saison        | Team    | GP  | GS  | MPG  | FG%    | 3P%   | FT%   | RPG  | APG | SPG | BPG | PPG  |
| ------------- | ------- | --- | --- | ---- | ------ | ----- | ----- | ---- | --- | --- | --- | ---- |
| 2002/03       | Houston | 82  | 72  | 29,0 | 0,498  | 0,500 | 0,811 | 8,2  | 1,7 | 0,4 | 1,8 | 13,5 |
| 2003/04       | Houston | 82  | 82  | 32,8 | 0,522  | 0,000 | 0,809 | 9,0  | 1,5 | 0,3 | 1,9 | 17,5 |
| 2004/05       | Houston | 80  | 80  | 30,6 | 0,552  | 0,000 | 0,783 | 8,4  | 0,8 | 0,4 | 2,0 | 18,3 |
| 2005/06       | Houston | 57  | 57  | 34,2 | 0,519  | 0,000 | 0,853 | 10,2 | 1,5 | 0,5 | 1,6 | 22,3 |
| 2006/07       | Houston | 48  | 48  | 33,8 | 0,516  | 0,000 | 0,862 | 9,4  | 2,0 | 0,3 | 2,0 | 25,0 |
| 2007/08       | Houston | 55  | 55  | 37,2 | 0,507  | 0,000 | 0,850 | 10,8 | 2,3 | 0,4 | 2,0 | 22,0 |
| 2008/09       | Houston | 77  | 77  | 33,6 | 0,548  | 1,000 | 0,866 | 9,9  | 1,8 | 0,4 | 2,0 | 19,7 |
| 2009/10       | Houston | 0   | 0   | -    | -      | -     | -     | -    | -   | -   | -   | -    |
| 2010/11       | Houston | 5   | 5   | 18,2 | 0,4865 | 0,000 | 0,938 | 5,4  | 0,8 | 0,0 | 1,6 | 10,2 |
| Gesamt        |         | 486 | 476 | 32,5 | 0,524  | 0,200 | 0,833 | 9,2  | 1,6 | 0,4 | 1,8 | 19,0 |
| All-Star Game |         | 6   | 6   | 17,2 | 0,500  | 0,000 | 0,667 | 4,0  | 1,3 | 0,2 | 0,3 | 7,0  |

Insgesamt erzielte er 9.247 Punkte in regulären Spielen, damit Platz 454 in der Liste der NBA-Spieler mit den meisten erzielten Punkten (Stand 31. Juli 2024).

#### Play-offs
| Saison  | Team    | GP | GS | MPG  | FG%   | 3P%   | FT%   | RPG  | APG | SPG | BPG | PPG  |
| ------- | ------- | -- | -- | ---- | ----- | ----- | ----- | ---- | --- | --- | --- | ---- |
| 2003/04 | Houston | 5  | 5  | 37,0 | 0,456 | 0,000 | 0,765 | 7,4  | 1,8 | 0,4 | 1,4 | 15,0 |
| 2004/05 | Houston | 7  | 7  | 31,4 | 0,655 | 0,000 | 0,727 | 7,7  | 0,7 | 0,3 | 2,7 | 21,4 |
| 2006/07 | Houston | 7  | 7  | 37,1 | 0,440 | 0,000 | 0,880 | 10,3 | 0,9 | 0,1 | 0,7 | 25,1 |
| 2008/09 | Houston | 9  | 9  | 35,9 | 0,545 | 0,000 | 0,902 | 10,9 | 1,0 | 0,4 | 1,1 | 17,1 |
| Gesamt  |         | 28 | 28 | 35,3 | 0,519 | 0,000 | 0,833 | 9,3  | 1,0 | 0,3 | 1,5 | 19,8 |